# Dixie (nome)
Dixie  è un nome proprio di persona inglese femminile.

## Varianti
- Femminili: Dixy[4]

## Origine e diffusione
Il nome deriva dal toponimo Dixie, indicante gli Stati Uniti d'America meridionali, in particolare quelli confederati; l'etimologia di tale termine è incerta, ma si è ipotizzato che possa derivare dal francese dix ("dieci"), che veniva stampato sulle banconote da 10 dollari emesse da una banca di New Orleans, oppure dal nome della linea Mason-Dixon.
Il nome venne popolarizzato dalla canzone di Daniel D. Emmett intitolata appunto Dixie, uscita nel 1859. Va però notato che Dixie era usato come nome sin dal XVII secolo: quest'uso precedente, che lo vedeva prevalentemente come nome maschile, era una ripresa del cognome inglese Dixie, derivante dal latino dixi ("dissi", "parlai"), che in epoca medievale era un soprannome spesso utilizzato dai coristi.
Secondo l'approfondita analisi prodotta dal maggior storico italiano sulla guerra di secessione americana, Raimondo Luraghi, l'origine risalirebbe ad una certa famiglia Dixie residente a New York agli inizi del XVIII secolo, la cui abitazione era costantemente piena di schiavi. I visitatori iniziarono a ribattezzare Dixieland qualsiasi altra proprietà privata in cui si utilizzavano schiavi.
Nei primi decenni del XIX secolo i fautori dell'abolizionismo negli Stati Uniti d'America presero ad etichettare con un tal nomignolo (in senso perlopiù dispregiativo) il profondo Sud: la "terra dei Dixie" si trasformò quindi in "terra dei negri", ossia il territorio della schiavitù negli Stati Uniti d'America ove operava lo schiavismo e si continuavano a fare affari con le navi negriere.
Nella seconda metà del XIX secolo le "Figlie della Confederazione" (associazione che commemorava il secessionismo e che continua ad esistere) adottò in toto questa ipotesi etimologica: da cognome a nomignolo indicante i proprietari di schiavi fino alla "terra nera": il territorio abitato in larga parte dagli afroamericani. Da qui il passaggio fino a diventare un nome proprio - quasi esclusivamente femminile - per le "figlie del Sud": giovani donne di pura "razza bianca", ma allevate da una qualche Mammy.
Riguardo alla sua diffusione, il nome conobbe un picco di popolarità sul finire degli anni Trenta, piazzandosi in 167ª posizione tra quelli più usati negli Stati Uniti; un'ulteriore ripresa si ebbe intorno al 2007.

## Onomastico
Il nome è adespota. Le persone che portano questo nome possono quindi festeggiare il proprio onomastico il 1º novembre, giorno dedicato alla festa di Ognissanti.

## Persone
- Dixie Carter, attrice statunitense

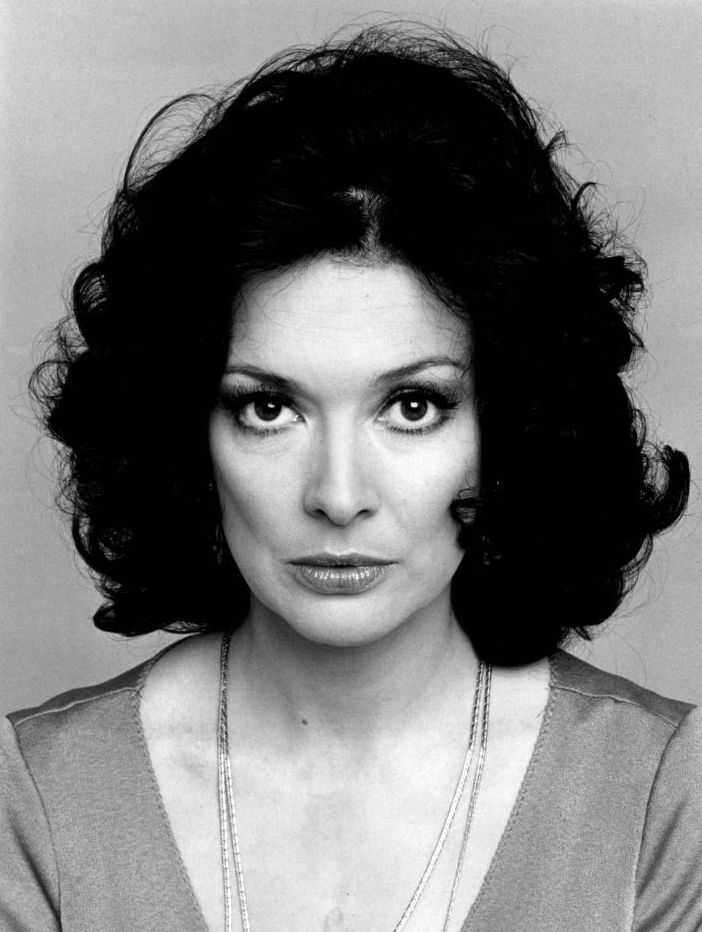
Dixie Carter

- Dixie Carter, imprenditrice statunitense
- Dixie Compton, attrice statunitense